# 青空天国いこいの広場
青空天国いこいの広場（あおぞらてんごくいこいのひろば）は、毎年5月5日（こどもの日）に山口県山口市で開催されている親子向けイベント。2018年で第45回を数える。
社団法人山口青年会議所の主催。元々は1974年に日本青年会議所全国会員大会が山口で開催されるのに併せた1回限りのPRイベントとして企画されたが、終了後に反響が大きかったため、翌年急遽第2回が開催されることになり、以後毎年開催され現在に至るというエピソードが残されている。
当初は維新百年記念公園を主会場としており、1988年から1994年の間は山口市中心商店街に近いパークロード周辺で開催されていた。規模の拡大に伴い会場が手狭になったため、1995年から再び維新百年記念公園で開催されるようになった。